# Совместные учения болгарских и советских войск в июле 1958 года
Совместные учения болгарских и советских войск в 1958 году стали одними из первых совместных учений советских войск и войск стран-участниц Организации Варшавского договора, включили в себя сухопутную, военно-морскую и военно-воздушную компоненту.

## Подоплёка учений
Согласно профессору политических наук при Пенсильванском университете, д-ру Элвину Рубинштейну, совместные учения болгарских и советских войск в июле 1958 года, стали своего рода сообщением Генсека ЦК КПСС Никиты Хрущёва капиталистическим странам с призывом не вмешиваться в ход событий Иракской революции. Анализируя события июля 1958 года, когда прозападный монархический режим в Багдаде был свергнут, и главный союзник СССР на Ближнем Востоке — президент Египта Гамаль Абдель Насер спешно прилетел в Москву с тем, чтобы просить Хрущёва поспособствовать Иракской революции в свете возможного военного вмешательства западных стран, — Рубинштейн приходит к выводу, что Хрущёв продолжал проявлять сдержанность в своих отношениях с Западом, и отказал Насеру в военной помощи Ираку, взамен увеличив советское военное присутствие и военную активность на болгарско-турецкой границе Об этом также вспоминает в своей автобиографической книге другой государственный деятель Египта Анвар Садат и Главный редактор крупнейшей египетской газеты «Аль-Ахрам» и доверенное лицо египетского президента Мохамед Хейкал в опубликованных им «Каирских документах». Что позволило Насеру, по возвращении в Египет заявить что: «Советский Союз нас полностью поддерживает». Заявление Насера, хоть и было адресовано ближневосточным союзникам СССР, тем не менее, было скорее скрытым сообщением для Соединённых Штатов, чтобы те «дважды подумали», прежде чем предпринимать контр-переворот.

## Проведение учений
Большие совместные учения болгарских и советских войск начались на территории Болгарии и акватории Чёрного моря в июле 1958 года. В них принимали участие сухопутные, военно-воздушные и военно-морские силы болгарской Народной армии и соединения советских военно-воздушных сил. Учения продолжались с 18 июля по 19 августа 1958 года.

## Освещение в мировой прессе и оценки учений
18 июля 1958 года, одновременно с началом учений, Болгарское телеграфное агентство опубликовало коммюнике Министерства национальной обороны Болгарии в котором говорилось следующее:
В соответствии с планом боевой подготовки Народной Армии Болгарии, войсковые учения сухопутных, военно-морских и военно-воздушных сил начнутся 18 июля 1958. Авиадивизии Военно-воздушных сил СССР под командованием Маршала авиации Н. С. Скрипко примут участие в учениях совместно с Народной армией Болгарии.
19 июля, о проводимых учениях, со ссылкой на софийский корпункт ТАСС, сообщила газета «Правда». Учения получили высокую оценку. Центральная болгарская газета «Работническо дело» в своей передовой статье от 22 сентября писала: «На этих учениях наша армия, вооруженная первоклассными современными самолётами и танками, мощной артиллерией и новейшей техникой, показала, что она полностью подготовлена к ведению боевых действий в сложной обстановке, что она отвечает требованиям современного боя при использовании новейших средств для разгрома врага».

## События на западно-европейском ТВД
Параллельно с учениями в Болгарии и на Чёрном море, в июле 1958 года также проводились двусторонние командно-штабные учения на местности в Восточной Германии, с привлечением частей Группы советских войск в Германии и Национальной народной армии ГДР, проходившие под руководством главнокомандующего группой войск Маршала Советского Союза М. В. Захарова.